# Сідні Прескотт
Сідні Прескотт (англ. Sidney Prescott) — героїня із серії фільмів «Крик», що з'являється в п'яти її частинах, роль якої виконує канадська актриса Нів Кемпбелл. У всіх фільмах кіносерії її переслідує маніяк на прізвисько Примарне обличчя, що вбиває близьких дівчат, щоб, розкривши перед нею свою особистість у фіналі картини, битися з нею. Вона зображена як інтелектуальна, винахідлива молода жінка, яка поступово стає сильною особистістю, хоча відчуває постійну присутність зла у своєму житті, через що один із персонажів «Крика 4» називає її «Ангелом смерті», оскільки навколо неї вмирають усі, але не вона сама. Кемпбелл повертається до «Крика 4», світова прем'єра якого відбулася 13 квітня 2011 року.

## Життєпис

### Події фільмів
Після того, як батько Біллі Луміса ( Скіт Ульріх ) заводить роман з матір'ю Сідні Прескотт, Морін, і його батьки розлучаються, божевільний підліток разом зі своїм другом Стью Мейхером ( Меттью Ліллард) вбиває її. Провина падає на її нове кохання Коттона Вірі ( Лів Шрайбер ). Через рік Біллі заводить стосунки з Сідні, яка нічого не підозрює. На річницю їхнього першого вбивства Біллі та Стью планують нові, надихаючись своїми улюбленими фільмами жахів і одягаючись у чорний халат та маску примари. Після переслідування журналісткою Гейл Везерс ( Кортні Кокс ), що прагне славі, Сідні, ставши свідком кількох вбивств, зустрічається з викритими вбивцями віч-на-віч, які виявляються її друзями Біллі та Стью. У кривавій фінальній сцені Сідні виживає і за допомогою Гейл вбиває їх. Після прибуття поліції вона виходить з дому — героїня нарешті опиняється в повній безпеці від неосудних убивць .
У першому фільмі Сідні зустрічається із однокласником Біллі Лумісом. Їхні стосунки не заходять далі поцілунків, і лише ближче до фіналу картини дівчина вирішується на близькість зі своїм другом. Після цього відбувається розв'язка історії, і з'ясовується, що Біллі був одним із убивць, які переслідували Сідні.
Через два роки після подій «Крику» навколо Сідні Прескотт починають відбуватися нові вбивства, схожі на старі. Жах від смерті свого сина Біллі місіс Луміс ( Лорі Меткалф ) видає себе за журналістку і переслідує Сідні, починаючи низку вбивств у коледжі, де та навчається. У цьому їй допомагає божевільний любитель фільмів Міккі Алтьєрі ( Тімоті Оліфант ). Коли Сідні запитує місіс Луміс про мотиви, та відповідає, що «вона прагне доброї жаги помсти» за вбивство Біллі. До цього Міккі каже, що в суді у всьому звинувачуватиме кіно. Зрештою Коттон вбиває місіс Луміс, а Сідні з Гейлом убивають Міккі. Сідні ще раз переживає жахливі події, які, як їй здається, переслідують її .
За два роки до зустрічі з батьком Сідні її мати працювала акторкою (під псевдонімом Ріна Рейнольдс) і знялася в серіях дешевих фільмів жахів режисера Джона Мілтона ( Ленс Генріксен ), який заманив майбутню місіс Прескотт у свій будинок на одну ніч і разом зі своїми друзями зґвалтував її. В результаті вона завагітніла, народила сина, Романа Бріджера ( Скотт Фоулі ), і, перш ніж повернутися до Вудсборо, Каліфорнію, залишила його в Голлівуді, де її жахало і переслідувало власне минуле. Коли Роман спробував зв'язатися з Морін, вона сказала, що Сідні — її єдина донька, що грубо відкинула сина і остаточно штовхнула його на край божевілля. Згодом, він, прагнучи помсти, маніпулює Біллі Луміс щоб убити Морін, повідомивши тому, що у неї роман з його батьком. Він також дає Біллі цінні вказівки (наприклад, завести партнера, щоб здати поліції, якщо той попадеться). Таким чином, саме Роман є відповідальним за події перших двох фільмів. Наприкінці він вбиває Мілтона, а в боротьбі з Сідні вмирає, хоча перед його смертю вони обидва на мить відчувають глибинний зв'язок. Трилогія закінчується на оптимістичній ноті: Сідні, яка раніше ховалася від своїх страхів у лісовому будиночку з безліччю замків, дивиться на відчинені двері свого будинку з посмішкою, усвідомлюючи, що тепер їй не потрібно більше боятися .
Минуло 10 років після кривавої різанини у Голлівуді. Сідні, яка стала у Вудсборо місцевою зіркою, повертається до рідного міста, щоб взяти участь у заходах, присвячених пам'яті загиблих, а також у рамках акції з просування автобіографії «З темряви». Також, коли молодь у Вудсборо відзначає десятиліття сумнозвісних подій, хтось починає нову серію вбивств, поступово підбираючись все ближче до Сідні. Подружжя Гейл Везерс і тепер уже шериф Дьюї Райлі ( Девід Аркетт ), які допомагали їй з періоду перших убивств, починають власне розслідування. З'ясовується, що вбивці - кузина Сідні, Джилл Робертс ( Емма Робертс ), і фанат жахів, Чарлі Вокер ( Рорі Калкін ). Пізніше Джилл вбиває його і разом із Сідні потрапляє до лікарні, де між ними відбувається запекла сутичка. Не без допомоги Гейл, Дьюї та помічника шерифа Джуді Хікс ( Марлі Шелтон ) Сідні пускає в голову Джилл електричний заряд у 360 вольт за допомогою дефібрилятора, а потім стріляє їй у груди .
Через 10 років після кривавої бійні, влаштованої Джілл, Сідні отримує дзвінок від Дьюї — хтось у масці Примарного обличчя напав на місцеву школярку Тару ( Дженна Ортега ), а потім і на її друзів. Сідні повертається до Вудсборо, де маніяк вже почав полювання, внаслідок якого гине Дьюї. Як тільки Сідні дізнається про смерть друга, вона відразу ж мчить на допомогу Гейл, яка також повернулася в рідне місто колишнього чоловіка, не встигаючи отямитися після того, що сталося. Вона пропонує Саманті Карпентер ( Мелісса Баррера ) — старшій сестрі Тари та головній героїні фільму, яка виявилася таємною дитиною Біллі Луміса, — зловити та знищити вбивць. Сем відмовляє їм і вирішує залишити Вудсборо разом з Тарою та своїм хлопцем Річі ( Джек Квейд ). Сідні попереджає Сем, що вона не може нікому довіряти. У пошуках інгалятора для Тари, Сем та Річі заїжджають на вечірку до будинку подруги Тари, Ембер ( Майкі Медісон ). Сідні та Гейл йдуть за ними. Ембер живе у будинку Стью, у якому сталися вбивства наприкінці першого фільму. Тут починається різанина, в якій з'ясовується, що «Примарним обличчям» були Ембер і Річі — вони намагаються вбити живих, але Сідні, Гейл, Сем і Тара об'єднуються, щоб дати відсіч вбивцям і завершити серію кривавих смертей. У сцені, що завершує фільм, Сідні і Гейл сидять біля карети швидкої допомоги, розуміючи, що загибель Дьюї не була марною.

### Особисте життя
У першому фільмі Сідні зустрічається із однокласником Біллі Лумісом. Їхні стосунки не заходять далі поцілунків, і лише ближче до фіналу картини дівчина вирішується на близькість зі своїм другом. Після цього відбувається розв'язка історії, і з'ясовується, що Біллі був одним із убивць, які переслідували Сідні.
У коледжі Сідні починається роман зі студентом Дереком Фельдманом ( Джеррі О'Коннелл ), який на знак любові дарує їй кулон свого студентського братства. Протягом картини Сідні вона сумнівається та побоюється помилитися у Дереці, як це сталося з Біллі. У фіналі фільму Дерека вбиває Міккі, котрий спочатку намагається виставити його за свого спільника. Але перед смертю Дерек встигає сказати Сідні, що ніколи б не завдав їй шкоди .
У третьому фільмі Сідні не має стосугків, але носить на шиї ланцюжок Дерека . Вона знайомиться з детективом Марком Кінкейдом ( Патрік Демпсі ), який наприкінці фільму представлений таким самим близьким другом Сід, як Гейл і Дьюї .
Сюжет четвертого фільму не розкриває жодних деталей особистого життя Сідні. На момент дії п'ятого фільму Сідні одружена з Марком і має від нього двох дітей - хоча персонаж згадується у фільмі просто як "Марк", студія підтвердила, що це саме Марк Кінкейд . Розвиток стосунків Сідні та Марка мало бути показано у четвертому фільмі, проте його персонаж був викреслений зі сценарію, оскільки виконавець ролі Патрік Демпсі був зайнятий на зйомках інших проектів.

## Кастинг
Спочатку роль Сідні Прескотт призначалася Дрю Беррімор - акторка прочитала сценарій і зацікавилася проєктом ще до того, як був призначений режисер . Коли в проєкті опинився Вес Крейвен, він зазначив, що згоден на її участь у зйомках, оскільки ім'я Дрю могло залучити інших іменитих акторів до роботи над фільмом . Однак, коли зйомки почалися, стало зрозуміло, що робочий графік акторки не дозволить їй знятися в головній ролі. Утім, бажаючи продовжити зйомки, вона погодилася на маленьку роль Кейсі Бейкер, яка вмирає на початку фільму , - її зйомки зайняли всього 5 днів . Після цього на роль Сідні проходили прослуховування Мелісса Джоан Гарт, Мелані Лінскі, Ей Джей Лангер (вона навіть проходила скрин-тест), Мелінда Кларк, Алісія Уїтт і Бріттані Мерфі . Крім того, роль була запропонована Різ Уізерспун і фаворитці Кевіна Вільямсона Моллі Рінгуолд, але Уізерспун відмовилася , а Рінгуолд, якій тоді було вже 27 років, вирішила, що не зможе зіграти підлітка. У результаті роль отримала канадська актриса Нів Кемпбелл, яку Уес побачив у телесеріалі «Вечірка на п'ятьох» — на думку режисера, вона могла «достовірно зіграти невинність і впоратися з фізично та емоційно важкою роллю»  . Хоча Кемпбелл сумнівалася у запропонованій їй ролі, оскільки до початку зйомок «Крика» знялася в іншому жахливості - « Чарівство » 1996  - і не хотіла повертатися до цього жанру, вона все ж погодилася на роль Сідні, оскільки це була перша Головна роль її кар'єрі. Нив сказала: "Сідні - дивовижний персонаж, незалежно від жанру фільму" . Крім того, Кемпбелл і її партнер по екрану Скіт Вільріх разом знялися в тому ж «Чарівні», що допомогло створити правильну «хімію» між персонажами Сідні та Біллі Луміса .
Кевін Вільямсон був підписаний на участь у роботі над двома можливими сіквелами, а Кемпбелл підписала контракт на зйомки « Крику 2», оскільки на той момент було вже відомо, що Сідні гарантовано буде однією з тих, хто вижив першого фільму . Однак під час зйомок актриса зіткнулася з невеликими труднощами через конфлікт графіка роботи з серіалом «Вечірка на п'ятьох», тому що на той момент вона все ще виконувала головну роль .
За словами Крейвена, отримати згоду акторів на участь у третій частині не склало значних труднощів, проте робочий графік серіалу «Вечірка для п'ятьох» а також трьох інших проєктів, в яких знімалася Нів Кемпбелл, стали невеликою перешкодою на шляху творців трилогії . У підсумку, вона могла приділити зйомкам у картині лише 20 днів, що спричинило те, що екранний час актриси в третьому фільмі значно менший, ніж у попередніх частинах, а основна розповідь була сфокусована на Дьюї ( Девід Аркетт ) та Гейл ( Кортні Кокс ). .
Через 10 років після випуску останньої частини, після  оголошення про проєкт фільму « Крик 4», Нів відмовилася повернутися до продовження, внаслідок чого сценарій писався з розрахунком на те, що в центрі подій опинилися персонажі Гейл та Дьюї . Однак у вересні 2009 року було підтверджено інформацію, що актриса дала свою офіційну згоду на зйомки у новому фільмі . У ранній версії сценарію Кевіна Вільямсона у сцені, що відкриває фільм, Сідні вбивав маніяк, проте такий хід не сподобався Бобу Вайнштайну, і сюжет був переписаний таким чином, що Сідні знову стала головною героїнею .
6 травня 2020 року Нів Кемпбелл розповіла, що з нею велися переговори про повернення до ролі Сідні Прескотт. .

## Визнання

### Критика
Джон Муїр, авторка книги "Wes Craven: The Art of Horror" оцінив роботу, яку проробили сценаристи над розвитком персонажа Сідні, назвавши її однією з найулюбленіших героїнь у кіно .
Роджер Еберт розкритикував у фільмі « Крик 3» роботу всього акторського складу, виділивши лише Нів Кемпбелл : «Камера любить цю дівчинку. Вона має потенціал справжньої зірки, і одного разу вона хихикатиме над цим оглядом для AFI» .
Гаррі Ноулс із сайту «Ain't It Cool News» навпаки вважає гру актриси в « Крику 3» нікчемною: «У ній немає крутості. У неї немає таланту. У ній немає харизми» .
Браян Інк та Адам Свідерсі з ресурсу «UGO Networks» включили Нів Кемпбелл у свій список « Королев крику», віддавши акторці 8-е місце за виконання ролі Сідні, зазначивши, що «у 1990-х роках Кемпбелл була номером один!» .
Портал «ScreenRant» поставив Сідні Прескотт на 1-е місце у списку «10 найкращих останніх дівчат у фільмах жахів» .

### Нагороди
У 1997 році роль принесла Кемпбелл премію « Saturn Award» у номінації «Найкраща акторка»  та номінацію на « MTV Movie Awards» за найкраще виконання жіночої ролі . У 1998 році номінація на "MTV Movie Awards " увінчалася успіхом за роль у сиквелі,  також актриса знову отримала номінацію на премію " Saturn Award", але поступилася її Джоді Фостер за фільм " Контакт" . У 2000 році Нів здобула третю і останню номінацію від MTV за роль Сідні в « Крику 3», але премію отримала Сара Мішель Геллар за « Жорстокі ігри»  .

### Пародії
Персонаж був спародійований акторкою Анною Фаріс у серії фільмів «Дуже страшне кіно», задуманих як пародія на фільми жахів. Сюжетною основою для першого фільму стали події «Крику» та трилера « Я знаю, що ви скоїли минулого літа». Героїню Феріс звуть Сінді Кемпбелл («Сінді» — ім'я «Сідні», де помінялися місцями дві літери, а прізвище персонажа — прізвище актриси «Нів Кемпбелл»). В решті трьох фільмів образ Сінді пародіює головних жіночих персонажів різних фільмів, що висміюються в картинах серії.
У 2022 році Нів Кемпбелл знялася в соціальній рекламі організації « Американський Червоний Хрест», де зіграла безіменного персонажа фільмі жахів, схожого на Сідні Прескотт, і закликала американців здавати донорську кров.